# Amazonka zmienna
Amazonka zmienna (Amazona autumnalis) – gatunek średniej wielkości ptaka z rodziny papugowatych (Psittacidae), zamieszkujący Amerykę Południową i Centralną oraz Meksyk.
Papugi te często są trzymane w niewoli jako ptaki ozdobne. Hodowcy częściej określają je jako amazonki żółtolice, lecz nazwę tę powinno się stosować jedynie w odniesieniu do jednego z podgatunków.

## Podgatunki i obszar występowania

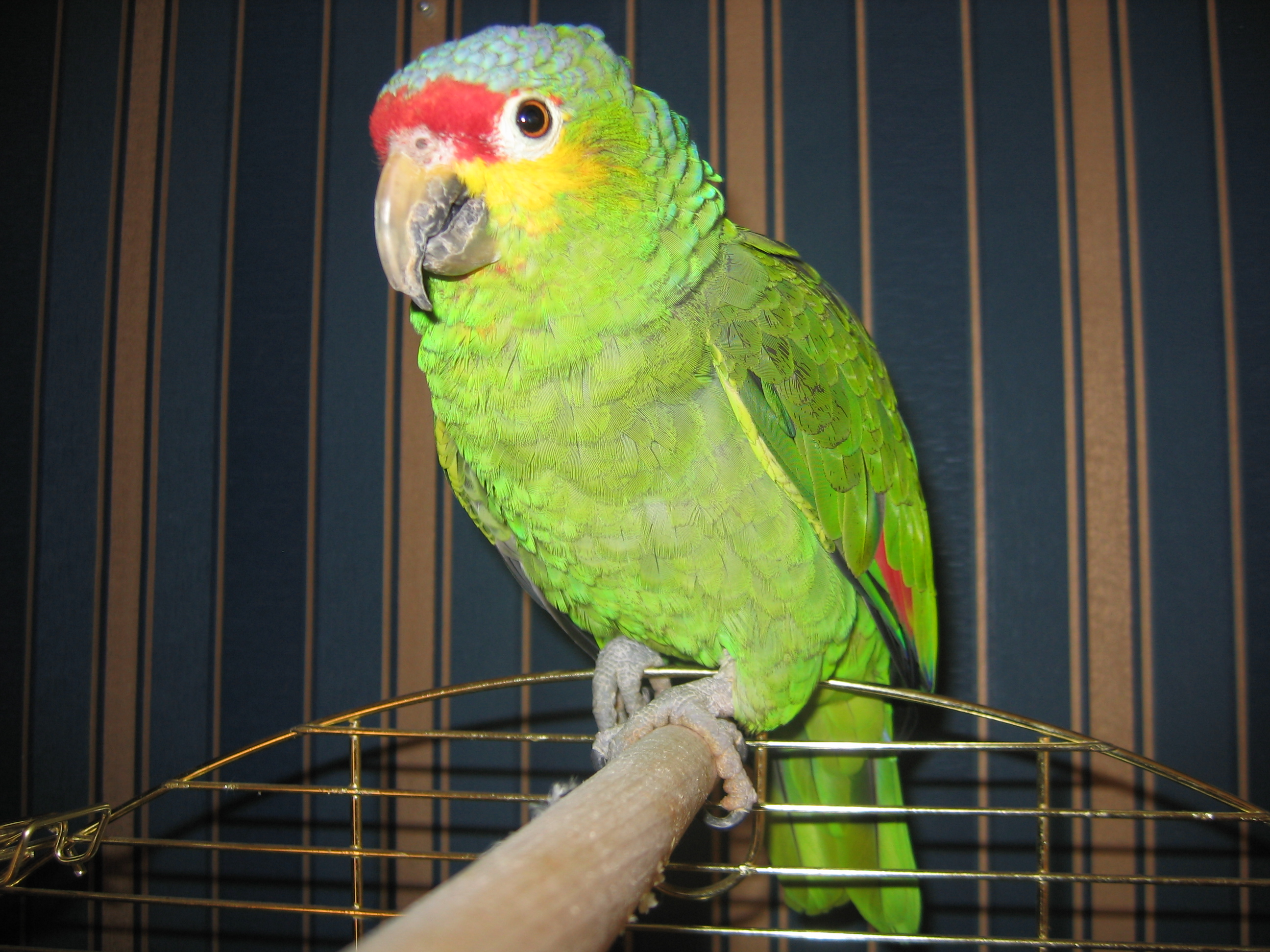
Amazonka zmienna – podgatunek nominatywny (A. a. autumnalis)

Systematyka tego gatunku jest kwestią sporną. Tradycyjnie wyróżniane są cztery podgatunki A. autumnalis:
- A. autumnalis autumnalis (Linnaeus, 1758) – amazonka zmienna – zamieszkuje obszar od wschodniego Meksyku do północnej Nikaragui;
- A. autumnalis salvini (Salvadori, 1891) – od północnej Nikaragui do południowo-zachodniej Kolumbii i północno-zachodniej Wenezueli;
- A. autumnalis lilacina R. Lesson, 1844 – amazonka żółtolica[4] – zachodni Ekwador;
- A. autumnalis diadema (von Spix, 1824) – amazonka diademowa[4] – izolowana populacja w północno-zachodniej Brazylii[6].

Międzynarodowy Komitet Ornitologiczny (IOC) traktuje amazonkę diademową jako oddzielny gatunek Amazona diadema. Z kolei Międzynarodowa Unia Ochrony Przyrody (IUCN) oprócz amazonki diademowej do osobnego gatunku wyodrębnia również amazonkę żółtolicą (Amazona lilacina).
Gatunek jest introdukowany w południowo-zachodniej Kalifornii (Los Angeles i okolice), północno-wschodnim Meksyku oraz mieście Meksyk.

## Morfologia

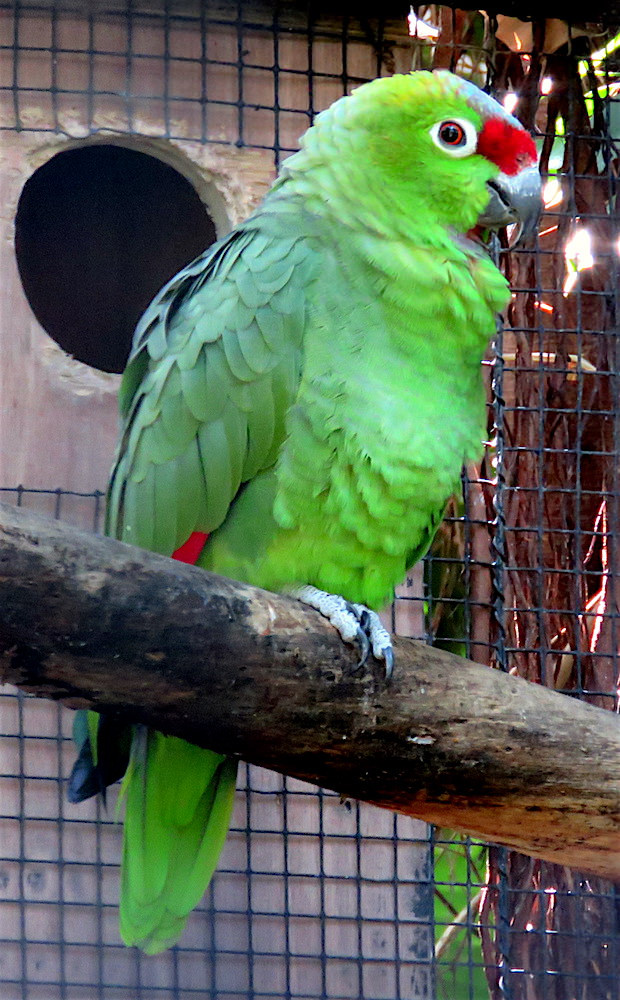
Amazonka diademowa (A. a. diadema)

Amazonki zmienne mierzą ok. 34 cm długości, natomiast masa ciała wynosi 314–485 g (amazonka diademowa 450–550 g).
Opis podgatunku nominatywnego: W upierzeniu dominuje zielony. Czoło i kantarek są czerwone, wierzch głowy jasnoniebieski. Górna część policzków oraz pokrywy uszne są żółte. Na skrzydłach widoczne jest czerwone lusterko. Pióra na karku i piersi mają ciemniejsze brzegi, tworząc łuskowaty rysunek. Podstawa górnej części dzioba jest bladożółta, a pozostała część jest szara. Tęczówka żółta, wokół oczu biała skóra.
U podgatunku A. a. salvini barwy żółtej jest mniej lub nie ma w ogóle. Podstawa ogona jest czerwona, a obrączka oczna bladożółta.
Amazonki żółtolice przypominają A. a. salvini, lecz ich dziób jest czarny. Górna część policzków i pokrywy uszne są żółtozielone.
Amazonki diademowe od A. a. salvini różnią się brakiem czerwonych piór u podstawy ogona oraz całkowitym brakiem żółtego koloru na policzkach.
Samce i samice amazonek zmiennych wyglądają tak samo. Młode osobniki są ciemniejsze oraz mają mniej czerwonego. U podgatunku nominatywnego policzki oraz pokrywy uszne są zielono-żółte.

## Ekologia i zachowanie

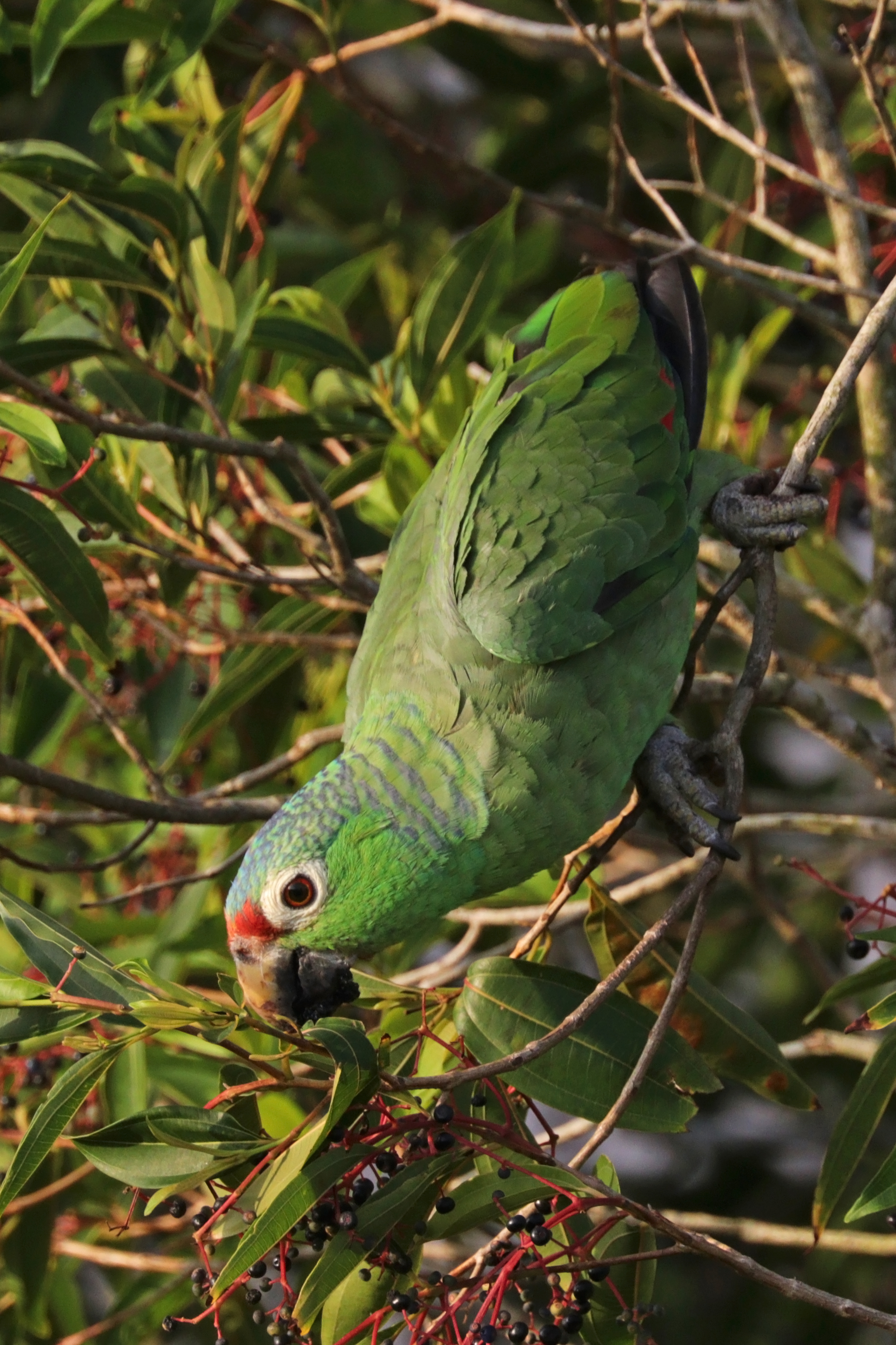
Amazonka zmienna (podgatunek A. a. salvini) na wolności, zdobywająca pokarm

Amazonki zmienne prowadzą koczowniczy tryb życia. W trakcie sezonu lęgowego zamieszkują lasy deszczowe, natomiast poza nim przenoszą się na tereny otwarte. Żyją w parach lub luźnych stadach. Spotykane przeważnie poniżej 800 m n.p.m. oraz w pobliżu rzek. Pożywienie zazwyczaj zdobywają wysoko w koronach drzew. W skład ich diety wchodzą między innymi: figi, pomarańcze, mango, owoce palm, ziarna kawy i nasiona.
Sezon lęgowy amazonek zmiennych jest różny w zależności od rejonu. Gniazdują w dziuplach najwyższych partii drzew, gdzie samica składa 3 jaja. Inkubacja trwa ok. 26 dni. Młode opuszczają gniazdo w wieku 8–9 tygodni. Żyją do 75 lat.

## Status i zagrożenia
Obecnie (2020) IUCN uznaje amazonkę zmienną za gatunek najmniejszej troski (LC – Least Concern). Amazonki żółtolice oraz diademowe ze względu na to, że traktowane są przez IUCN jako odrębne gatunki, mają również przyznane oddzielne kategorie zagrożenia – do 2020 roku oba taksony były uznane jako zagrożone (EN – Endangered). Natomiast od 2020 r. amazonka diademowa uznawana jest za gatunek najmniejszej troski, a amazonka żółtolica – gatunek krytycznie zagrożony (CR – Critically endangered). Populacja wszystkich trzech taksonów jest malejąca. Główne zagrożenia dla tych papug to handel dzikimi ptakami oraz utrata naturalnego środowiska poprzez nadmierne wycinanie lasów równikowych oraz namorzynowych.